# Белуджистан (Пакистан)
Белуджистан е провинция в Пакистан с площ от 347 190 км² и население 11 934 339 души (2009). Административен център е град Куета.

## География
Разположена е в западната част на страната, на границата с Иран. Има излаз на Арабско море.
По площ е най-голямата от всички пакистански провинции (347 190 км²), което съставлява около 44% от цялата територия на страната. Гъстотата на населението е много ниска, поради планинския релеф и оскъдните водни източници. Столицата Куета е единствения по-голям град и е разположена в най-населената североизточна част на провинцията, близо до афганистанската граница. На брега на Арабско море, в град Гвадар, с помощта на китайски строителни компании се изгражда голямо пристанище и военна морска база.

## Административно деление
Провинцията е поделена на 27 окръга.

## Население
| етнос   | процент |
| ------- | ------- |
| белуджи | 36,31%  |
| пущуни  | 25,07%  |
| брахуи  | 20,68%  |
| синдхи  | 8,29%   |
| сераики | 3,08%   |
| други   | 6,57%   |

## Икономика
Въпреки че е най-голямата провинция по площ, Белуджистан произвежда едва около 5% от БВП на Пакистан. Извън столицата Куета, инфраструктурата и индустрията са почти неразвити. Поради сухия климат и липсата на пътища, основният поминък на местното население е скотовъдството.
Едни от най-големите находища на мед в света са открити в окръг Чагай, в северозападната част на Белуджистан. Предполагаемият годишен добив на мед е между 900 хиляди и 2 милиона тона. Разработва се от най-голямата минна компания в света BHP Billiton, съвместно с пакистанското правителство.
В южната част на Белуджистан, на брега на Индийския океан при град Гвадар, се изгражда с помощта на китайското правителство огромно пристанище (обща стойност на инвестициите над 2 милиарда щ.д.), което се предвижда да бъде център на енергийните доставки от Близкия изток и централно азиатските държави към Китай. Инвестира се и в крайбрежна магистрала, която да свърже Гвадар с Карачи.